# Hietzing

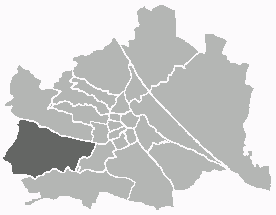
Poloha Hietzingu na mapě Vídně

Hietzing ( [ˈhɪtsɪŋ]) je 13. vídeňský městský okres. Nachází se západně od Meidlingu. V tomto hustě obydleném obvodě o rozloze 37,70 km2 žilo k 1. lednu 2024 celkem 55 505 obyvatel. Je zde značné množství obytných domů, ale i rozlehlé plochy Vídeňského lesa, jakož i zámek Schönbrunn.

## Poloha
13. městský okres je situován v západní části Vídně, kde hraničí s Vídeňským lesem. Na jihu sousedí s Liesingem, na východě pak s Meidlingem a s Penzingem, který byl až do roku 1954 součástí Hietzingu, a na severu s Rudolfsheim-Fünfhausem. Většinu jeho severní hranice tvoří řeka Vídeňka (Wien).
Obvod se tradičně dělí na šest částí: Hietzing na severovýchodě, Unter Sankt Veit na severozápadě, Ober Sankt Veit západně od části Unter Sankt Veit, Hacking na severozápad od Ober Sankt Veit, Lainz v geografickém středu a Speising na jihu. Součástí obvodu je také rozlehlá obora Lainzer Tiergarten, zámek Schönbrunn a parky, jež ho obklopují.

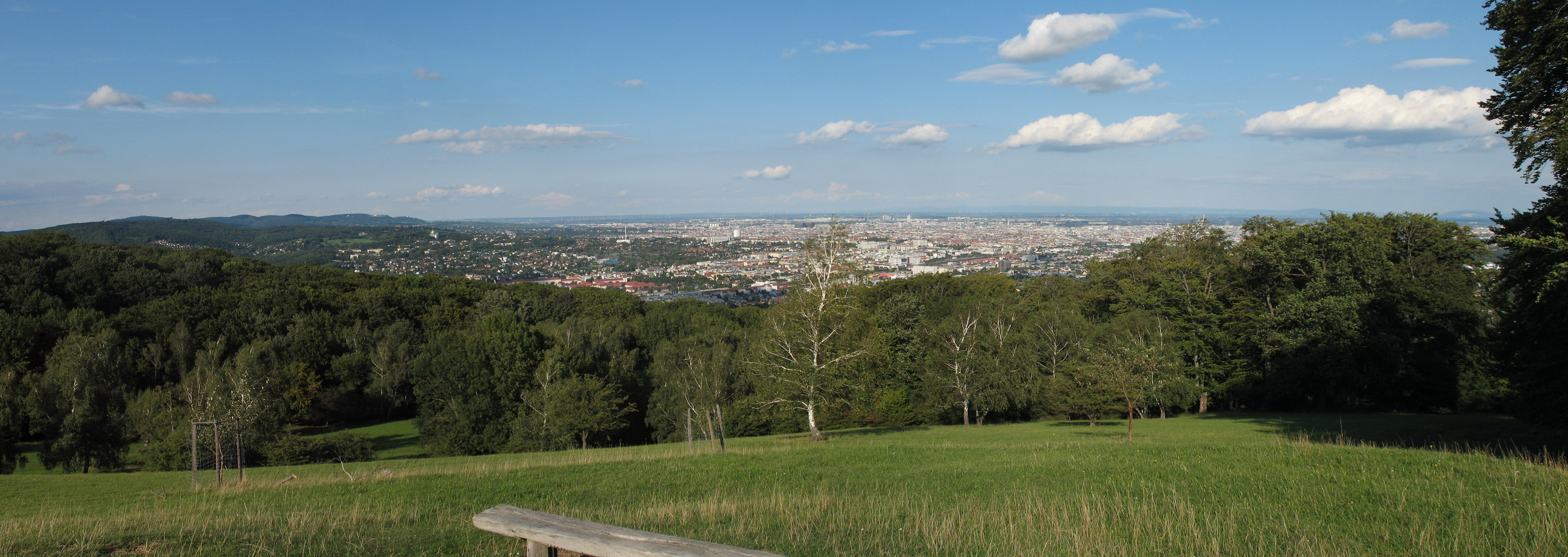
Lainzer Tiergarten

## Historie
Název Hietzing je odvozen od zkratky jména Heinrich (česky Hynek). První písemná zmínka o Hietzingu pochází z roku 1130. Od roku 1253 patřila tato oblast do majetku kláštera v Klosterneuburgu. Nejstarší hospodářské pozemky se nacházely severně od toku řeky Vídeňky.
Před prvním obléháním Vídně Turky v roce 1529 se v Hietzingu slibně rozvíjelo vinařství. Během těžkých bojů byla celá oblast značně poničena, avšak brzy se z válečných ran vzpamatovala. V polovině 17. století začaly být vinice přeměňovány v zemědělskou půdu. Vzrůstající obliba poutního místa "Maria Hietzing" vyžadovala i větší církevní péči. Vznikl tak kanovnický dům a zájezdní hostinec, kde mohli poutníci přenocovat.
Za druhého obléhání Vídně Turky v roce 1683 došlo ke značné devastaci zdejší oblasti. Prostor byl téměř vylidněn a nové osídlování probíhalo jen velmi pomalu. Pro rozvoj obce Hietzing byla značným podnětem stavba císařského zámku Schönbrunn na místě Katterburgu zničeného během obléhání. Blízkost císařského dvora s sebou přinesla značnou stavební aktivitu.
Rychlý rozvoj počtu domů koncem 18. a počátkem 19. století způsobil proměnu místa. Nové domy si stavěli lidé, kteří zaujímali významné sociální postavení a v Hietzingu trávili léto. Tato skutečnost podnítila růst příjmů zdejších obyvatel a zformovala Hietzing do jeho dnešní podoby.
V roce 1860 spojila Hietzing s Vídní první železniční trať, jež měla zastávky v St. Veitu, Lainzu a v Speisingu. Trať byla vedena v té době ještě velmi řídce osídlenou oblastí.